# مارک هویزینخا
مارک هویزینخا (انگلیسی: Mark Huizinga؛ زادهٔ ۱۰ سپتامبر ۱۹۷۳) جودوکار اهل هلند بود.
وی در مسابقات کشوری و بین‌المللی در مجموع برندهٔ ۶ مدال طلا، ۲ مدال نقره، ۸ مدال برنز شده‌است.